# Le Brévedent
Le Brévedent – miejscowość i gmina we Francji, w regionie Normandia, w departamencie Calvados.
Według danych na rok 1990 gminę zamieszkiwało 101 osób, a gęstość zaludnienia wynosiła 23 osoby/km² (wśród 1815 gmin Dolnej Normandii Le Brévedent plasuje się na 785. miejscu pod względem liczby ludności, natomiast pod względem powierzchni na miejscu 932.).